# بركلوفون
البَرُكُلُوفُون أو أمَامِيّ القِمّة (الاسم العلمي:†Procolophon) هو جنس منقرض من نظيرات الزواحف يتبع فصيلة البركلوفونات من رتبة أشباه البركلوفونات.